# Hiirlampi
Hiirlampi är en sjö i Kyrkslätts kommun i Finland.   Den ligger i landskapet Nyland, i den södra delen av landet, 28 km väster om huvudstaden Helsingfors. Hiirlampi ligger 68 meter över havet. I omgivningarna runt Hiirlampi växer i huvudsak blandskog. Arean är 2,6 hektar och strandlinjen är 0,72 kilometer lång. Sjön  ingår i Finska vikens kustområde. 